# Будешти (Јаши)
Будешти (рум. Budești) насеље је у Румунији у округу Јаши у општини Могошешти. Oпштина се налази на надморској висини од 124 m.

## Становништво
Према подацима из 2002. године у насељу је живело 360 становника, од којих су сви румунске националности.